# وكيل بيزنطة
وكيل بيزنطة هو مجموعة من القصص القصيرة التي نشرها هاري تورتليدوف في عام 1987، وتدور حول مغامرات باسيل أرجيروس، عميل سري من بيزنطة. تقع أحداث القصص في القرن الرابع عشر في عالم بديل، حيث لم يظهر الإسلام، وظلت الإمبراطوريات الكبرى مثل بيزنطة (الإمبراطورية الرومانية الشرقية) وفارس الساسانية على قيد الحياة.

## خلفية
في هذا الكون البديل، يحدث التغيير الكبير عندما قرر النبي محمد (مُعَمَت) أن يعتنق المسيحية بدلاً من أن يؤسس الإسلام. أصبح شخصية دينية مكرمة وقديسًا عظيمًا. وبدون الفتوحات الإسلامية، بقيت الإمبراطورية الرومانية الشرقية (بيزنطة) القوة العظمى في البحر الأبيض المتوسط. نجح الإمبراطور قسطنطين الثاني في هزيمة اللومبارد في إيطاليا، واستعادة شبه الجزيرة الإيبيرية (إسبانيا) والساحل الجنوبي لغاليا. أما معظم غاليا وبريطانيا وألمانيا، فقد كانت تحت سيطرة "البرابرة"، الذين انفصلوا عن الأرثوذكسية البيزنطية وتبعوا عقيدة فيلوكيه وسلسلة منفصلة من الباباوات.
وفي الشرق، ظل الصراع مستمرًا بين بيزنطة وإمبراطورية فارس الساسانية، التي كانت تمثلها الجاسوسة الأنثوية ميراني في السلسلة. أما أرجيروس، فقد بدأ عمله ككشاف للجيش، ثم أصبح "ماغيستريانوس" (رئيس ديوان الإمبراطور) تحت حكم الإمبراطور (الخيالي) نيقيفوروس الثالث. ومن خلال هذه المناصب، كان يُرسل في مهمات متنوعة عبر الإمبراطورية البيزنطية — أحيانًا كجاسوس، وأحيانًا كمفاوض، وأحيانًا أخرى كجندي. غلاف النسخة المعاد نشرها عام 1994 يقارن أرجيروس بشخصيات مثل جيمس بوند ودو دومينيك فلاندري.
الجورشن - هؤلاء الذين لعبوا دورًا مهمًا في التاريخ الفعلي للصين ولم يظهروا أي ميل للهجرة غربًا في تاريخنا. ولكن في هذا الكون البديل، عبروا عبر سيبيريا، ووصلوا إلى حدود الإمبراطورية البيزنطية، ليشكلوا تهديدًا خطيرًا لها. ورغم أن تورترلوف لم يشرح كيف كان لتحول محمد إلى المسيحية تأثيرًا على الجورشن في الشرق الأقصى، إلا أن هذه التغيرات كانت جزءًا من عالمه البديل المثير.

## القصص وتاريخ النشر
القصص التي تروي مغامرات أرجيروس في هذا العالم (حسب ترتيب كتابتها) هي:
- "الثالوث غير المقدس" (نُشرت لأول مرة في يوليو 1985): تدور أحداثها في سنة العالم (تقويم بيزنطي) 6824 (الموافق 1315/16م) في دير القديس غال.
- "النماذج الأولية" (نُشرت لأول مرة في نوفمبر 1985): تدور أحداثها في سنة العالم (تقويم بيزنطي) 6825 (الموافق 1316/17م) في مدينة دارا الحدودية.
- "عيون أرغوس" (نُشرت لأول مرة في يناير 1986): تدور أحداثها في سنة العالم (تقويم بيزنطي) 6814 (الموافق 1305/6م) وتعالج غزو الجورشن عبر حدود نهر الدانوب.
- "الثورات الغريبة" (نُشرت لأول مرة في أغسطس 1986): تدور أحداثها في سنة العالم (تقويم بيزنطي)6816 (الموافق 1307/8م) خلال وباء في القسطنطينية.
- "الصور" (نُشرت لأول مرة في مارس 1987): تدور أحداثها في سنة العالم (تقويم بيزنطي) 6826 (الموافق 1317/18م) في القسطنطينية أثناء مجمع مسكوني يناقش مسألة تحطيم الأيقونات.
- "الخمر الفاخر" (نُشرت لأول مرة في أبريل 1987): تدور أحداثها في سنة العالم (تقويم بيزنطي)6829 (الموافق 1320/21م) في ألانيا.
- "عمود السحاب وعمود النار" (نُشرت لأول مرة في ديسمبر 1989): تدور أحداثها في سنة العالم (تقويم بيزنطي) 6818 (الموافق 1309/10م) في الإسكندرية.
- "الرحيل" (نُشرت لأول مرة في يناير 1989): هي القصة الوحيدة التي لا يظهر فيها أرجيروس، بل تركز على القديس مؤمن (المعروف سابقًا بمحمد) خلال فترته في دير في سوريا.

القصص الست الأولى تم نشرها في الطبعة الأولى من وكيل بيزنطة عام 1987 بواسطة دار نشر كونغدون آند ويد. أما "عمود السحاب وعمود النار" و"الرحيل"، فقد نُشرا لأول مرة في مجموعة الرحيل عام 1993. تم إضافة "عمود السحاب وعمود النار" إلى الطبعة الثانية من وكيل بيزنطة عام 1994 من قبل دار باين بوكس. كما تم نشر "عيون أرغوس" في مجموعة سيكون هناك حرب 2: أسلحة الظلام عام 1987.

## الاستقبال
أشاد الكاتب أورسون سكوت كارد هاري تورتليدوف، واصفًا إياه بأنه "كاتب خيال علمي موهوب للغاية، يمتلك قدرة مذهلة على تقديم أفكار مثيرة من خلال شخصيات قوية وقابلة للتصديق."

## الاختلافات
أنشأ ترتليدوف، الحاصل على درجة الدكتوراه في تاريخ بيزنطة، إعدادًا للسلسلة حيث يتم إسقاط عالم العصور القديمة المتأخرة بعد سبعة قرون إلى المستقبل. في كل قصة، تظهر عدة اختراعات ومؤسسات اجتماعية مألوفة قبل وقتها المعتاد، وفي ظروف تختلف تمامًا عن تلك التي كانت في عالمنا. من بين هذه الاختراعات:
- التلسكوب، الذي اكتُشف بين الشامانات من بدو الجورشن الذين يهددون الإمبراطورية البيزنطية من الشمال.
- التطعيم ضد الجدري، الذي تم اكتشافه أثناء وباء فظيع أصاب القسطنطينية نفسها.
- النقابات العمالية والإضرابات، التي ظهرت لأول مرة بين العمال المشاركين في إعادة بناء منارة عظيمة في الإسكندرية، مصر (قرية مصرية، دير المدينة، هي المكان الذي شهد أول إضراب مسجل في التاريخ في عام 1152 قبل الميلاد).
- البارود الأسود، الذي طوره الرهبان في دير القديس غال، واستخدمه أعداء الإمبراطورية الفرنجة بفعالية كبيرة — حتى سرقه أرجيروس، بمساعدة من عملاء من إنجلترا الأنغلو-ساكسونية التي لم تعرف الغزو النورماندي.
- الطباعة، التي اخترعها أعداء الإمبراطورية البيزنطية من الفرس، واستخدموها لزرع الفتنة والانقسام داخل حدودها، حتى تم اكتشاف هذا السر من قبل أرجيروس أيضًا.
- التقطير، الذي اخترعه بائع نبيذ في القسطنطينية، واشتراه أرجيروس لصالح الإمبراطورية.

تظهر هذه الاختراعات في عالم تورترلوف البديل كدليل على كيف يمكن للابتكارات أن تظهر في وقت أبكر مما كان متوقعًا، وكيف يمكن للتاريخ أن يسلك مسارًا مختلفًا تمامًا عندما تكون الظروف مختلفة.

## أنظر أيضًا
ثلاثية جرمانيكوس
إمبراطورية البارود
لئلا يسقط الظلام
روما الأبدية
رومانيتاس
أمراء الحرب من يوتوبيا